# Tibor Fischer
Pour les articles homonymes, voir Fischer.
Tibor Fischer est un romancier britannique d'origine hongroise né le 15 novembre 1959 à Stockport en Angleterre. 

## Biographie
Les parents de Tibor Fischer étaient des basketteurs hongrois qui ont fui la Hongrie en 1956. Fischer utilisa l'histoire de la jeunesse de son père comme toile de fond pour son premier roman Sous le cul de la Grenouille, un récit d'inspiration rabelaisienne sur un jeune basketteur qui tente de survivre aux régimes nazi des Croix fléchées et communiste hongrois. Le titre provient d'une expression hongroise selon laquelle le pire endroit où se trouver est « sous le cul d'une grenouille au fond d'une mine de charbon ». En 1992, Sous le cul de la Grenouille remporte le prix de littérature Betty Trask.
Ses romans suivants sont Le Gang des philosophes, sur un professeur de philosophie alcoolique au chômage qui s'associe avec un bandit manchot raté pour former un gang de dévaliseurs de banques fructueux, et Le Vase communicant, le récit d'un week-end dans le Sud de Londres par un vase sumérien de 5000 ans, et Voyage au bout de ma chambre.
Fischer a également publié un recueil de nouvelles Ne lisez pas ce livre si vous êtes stupide.